# Бальсан, Жак
Луи Жак Бальсан (фр. Louis Jacques Balsan; 16 сентября 1868, Шатору, Эндр, Франция — 4 ноября 1956, Нью-Йорк, США) — французский лётчик и промышленник, пионер авиации. В 1921 году, в Лондоне, стал вторым супругом американской миллионерши Консуэло Вандербильт, которая развелась со Спенсером Черчиллем, двоюродным братом Уинстона Черчилля.

## Биография
Жак Бальсан, сын Огюста Бальсана, происходил из династии текстильных промышленников. После приобретения в 1856 году бывшего королевского завода (1751) Шатору, семья Бальсан будет в течение почти столетия производить сукно для пошива различных видов униформы, в том числе и военной. Именно в мастерских Шатору во время Первой мировой Войны была разработана ткань синий горизонт, из которой шили форму французской пехоты в 1915—1921 годах.
7 ноября 1888 года, Бальсан, увлекавшийся верховой ездой и спортом, присоединился ко 2-му гусарскому полку, в Шалон-ан-Марн (в настоящее время — Шалон-ан-Шампань).
Выйдя в отставку в 1892 году в чине лейтенанта, он путешествует по свету за счёт средств семьи в поисках шерсти высшего качества (Южная Америка, Австралия, Филиппины и Китай).
Позднее Жак Бальсан увлёкся воздухоплаванием и в 1900 году принял участие в международном конкурсе воздухоплавания, который проходил в Париже во время Всемирной выставки. Приняв участие в период с 17 июня по 9 октября 1900 в двенадцати испытаниях из четырнадцати, Бальсан занял второе место после графа Анри де Лаво.
Параллельно с конкурсом, 23 сентября 1900 года Жак Бальсан на пару Луи Годаром на борту воздушного шара Le Saint-Louis установил рекорд Франции по высоте, поднявшись на 8558 метров.
30 сентября 1906 года совместно с Альбером Коро занимает пятое место на Кубке воздухоплавателей Гордона Беннетта.

### Пионер авиации
Свой первый самолёт Жак Бальсан покупает в 1909 году. 6 января 1910 года Бальсан получает в школе Блерио в городе По патент № 22 Французского аэроклуба.
В феврале 1910 года в египетском Гелиополе, среди двенадцати конкурентов, Бальсан получил второй приз за полёты на большее расстояние без остановок и занял третье место по протяжённости полётов.
В начале 1911 года Бальсан, способствуя популяризации воздухоплавания, принимает участие в создании Генеральной ассоциации воздухоплавания (фр. Association générale aéronautique) и Народного общества авиаперелётов (фр. Société populaire de tourisme aérien). Компания, действуя под патронажем Аэроклуба Франции, быстро развивалась и стала членом Лиги аэронавтики Франции (фр. Ligue aéronautique de France).
Во время Первой мировой войны Жак Бальсан, служа в VI армии генерала Жозефа Монури, был одним из офицеров-наблюдателей при штабе, которые обнаруживают изменения в положении войск фон Клюка в первой битве на Марне.
Первую мировую войну Жак Бальсан завершает главой Миссии французской аэронавтики в Лондоне в звании подполковника.
4 июля 1921 года Бальсан женится в Лондоне на Консуэло Вандербильт (1877—1964), дочери миллионера Уильяма Киссама Вандербильта, к тому моменту уже успевшей развестись с герцогом Мальборо. Консуэло совместно с двумя братьями владела обширной семейной империей, построенной в США. Её состояние в первую очередь строилось на перевозке грузов по железной дороге. Уильям Киссам Вандербильт также был известен во время войны как один из крупнейших спонсоров эскадрильи Лафайет. После заключения брака Консуэло и Бальсан живут то во Франции, то в США.
Вскоре после свадьбы Консуэло приобретает недвижимость в Эзе, департамент Приморские Альпы, где, наслаждаясь мягким климатом, пара проводит зимний сезон, принимая у себя большое количество знаменитостей, таких как герцог Коннот, младший сын королевы Виктории, Чарли Чаплина, а также Уинстона Черчилля с женой. В Париже пара проживает в особняке, построенном по проекту архитектора Рёнэ Сержана на авеню Шарля Флоке в VII-м округе, рядом с Эйфелевой башней.
В феврале 1942 года Бальсан, несмотря на свой возраст, 73 года, и то, что в этот момент находится в Нью-Йорке, не может оставаться безучастным и записывается добровольцем в ВВС «Сражающейся Франции» де Голля. В мае 1943 года полковник Бальсан приезжает в Лондон, где был назначен в генеральный штаб в подчинение генерала Габриэля Коше. С декабре 1943 года и до августа 1945 года Бальсан служит в составе Военно-воздушной миссии Франции сначала в США, затем в Англии.

## Семья
Его брат, кавалерийский офицер Этьен Бальсан, был первым спутником Габриэль Шанель.
Павильон Balsan больницы Фош был переименован в память о Консуэло Вандербильт, второй жене Бальсана. Жак был инициатором сбора средств для строительства больницы.

## Награды
- Кавалер ордена почетного Легиона как гражданское лицо, 7 августа 1913, а затем как офицер по указу от 3 января 1925 года
- Колониальная медаль, 1914
- Военный крест 1914—1918 (за участие в Первой мировой войне), 1917
- Кавалер Ордена Святого Михаила и Святого Георгия (орден английский), 1917
- Медаль Воздухоплавания, продвижение Сантос-Дюмон, 1952
- Памятная медаль Добровольной службы в движении «Свободная Франция», 1946

## Галерея

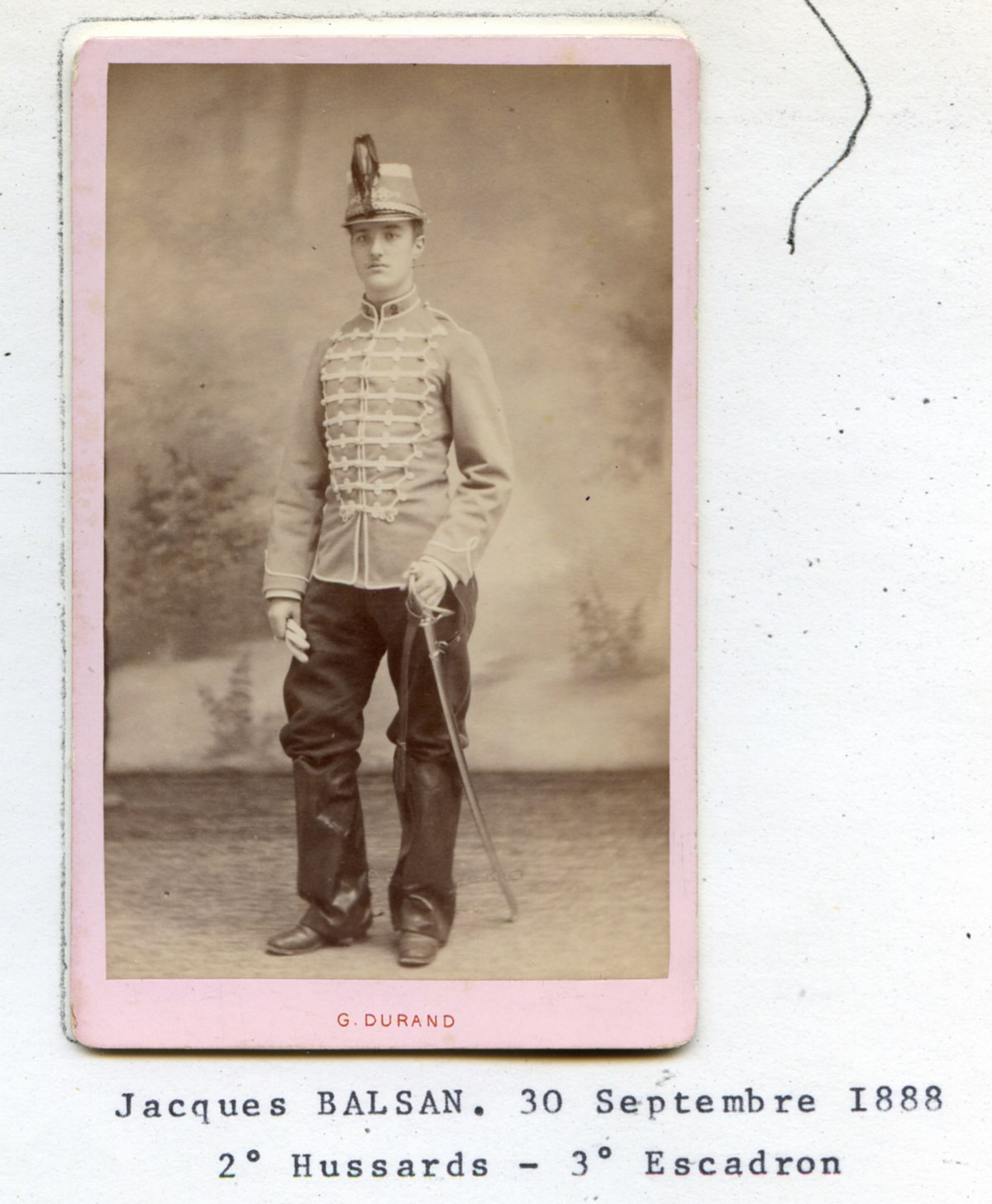
Жак Бальсан, гусар 3-го эскадрона 2-го полка, Шалон-ан-Марн (1888).
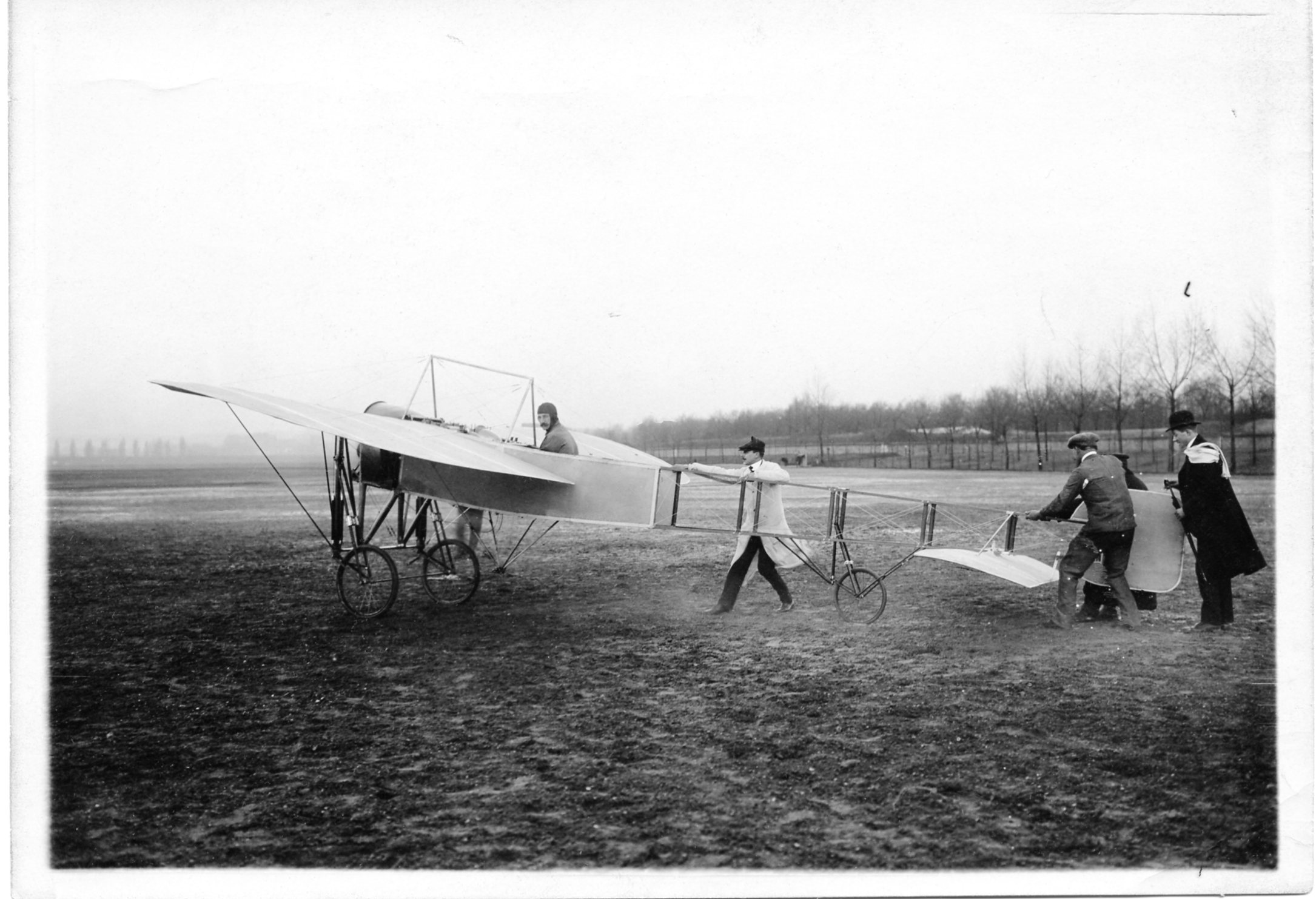
Жак Бальсан в Исси-ле-Мулино (1909).
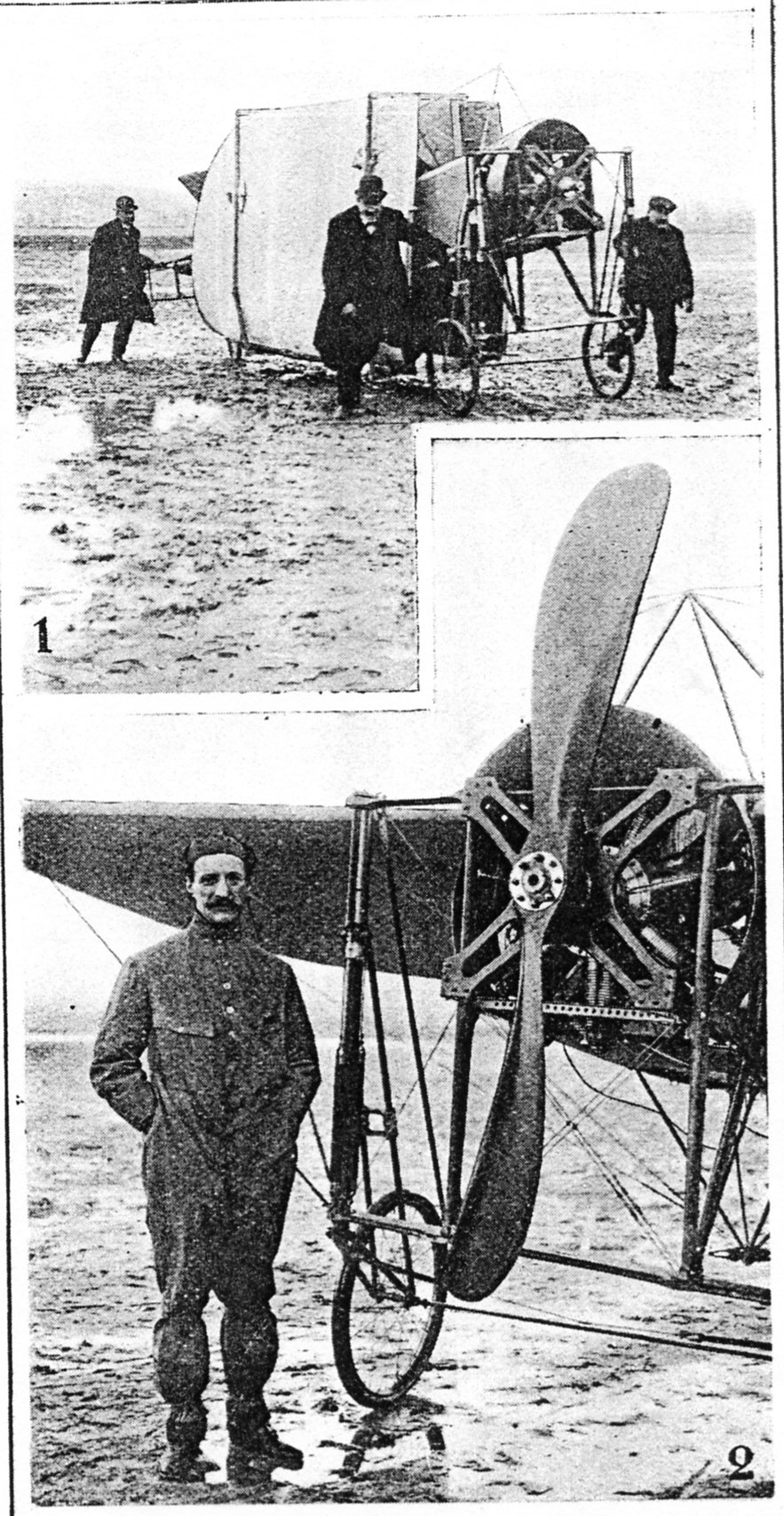
Жак Бальсан и его «Блерио», оснащённый двигателем Гном Omega, Гелиополь (февр. 1910).
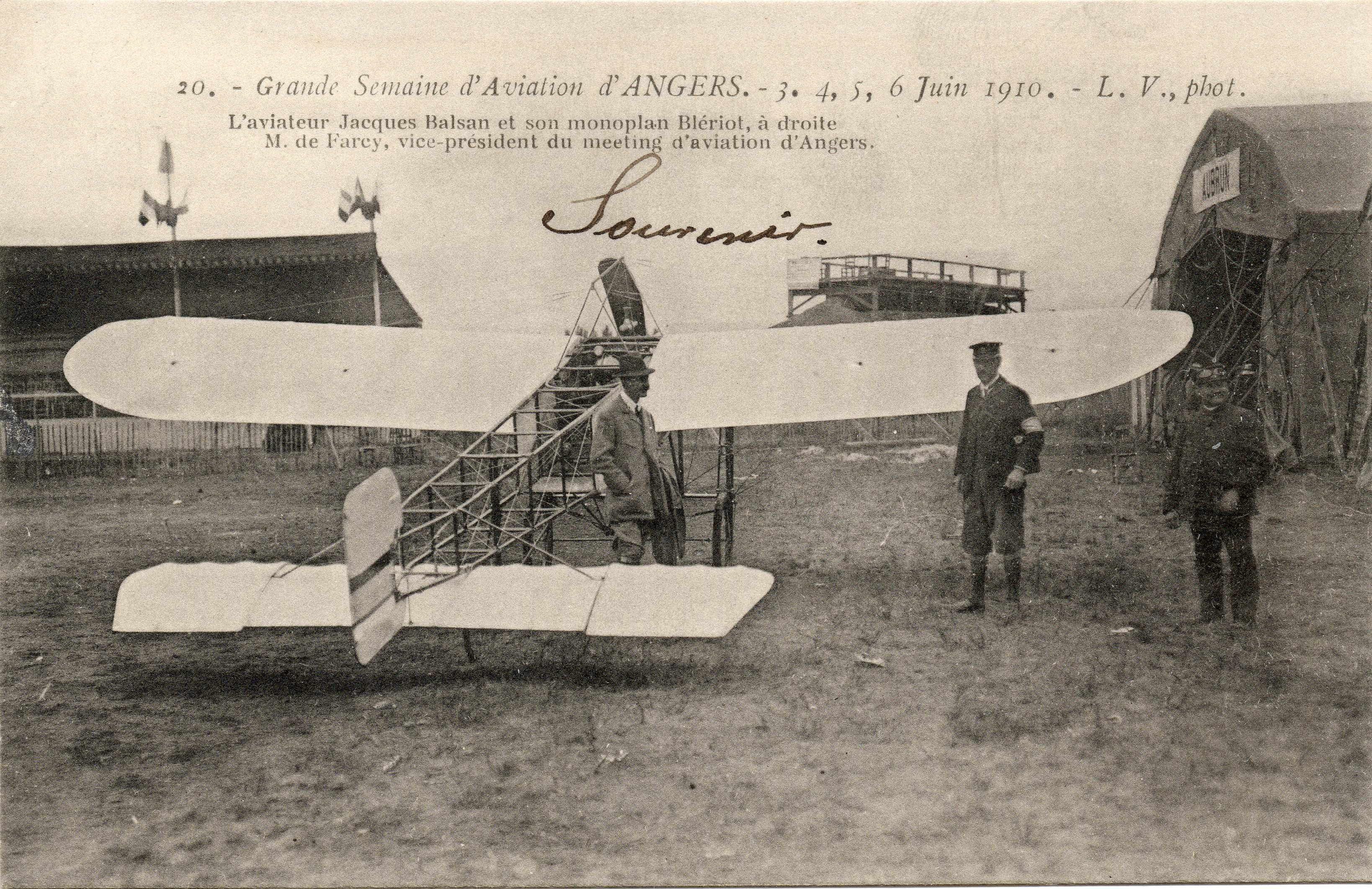
Жак Бальсан и его моноплан «Блерио» на неделе авиации в Анже (3—6 июня 1910).
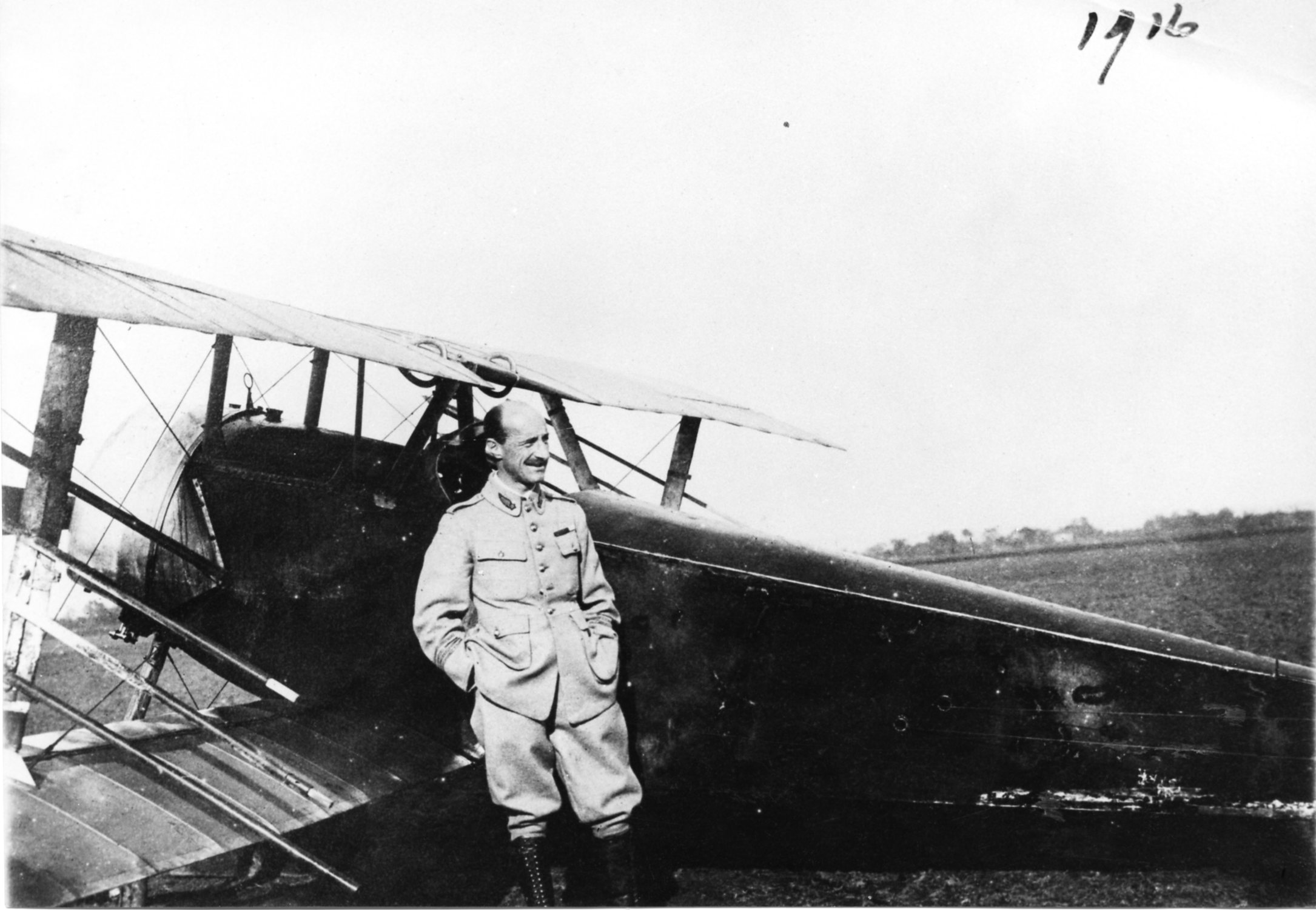
Жак Бальсан перед истребителем «Ньюпор» с ракетами против привязных аэростатов (1916).
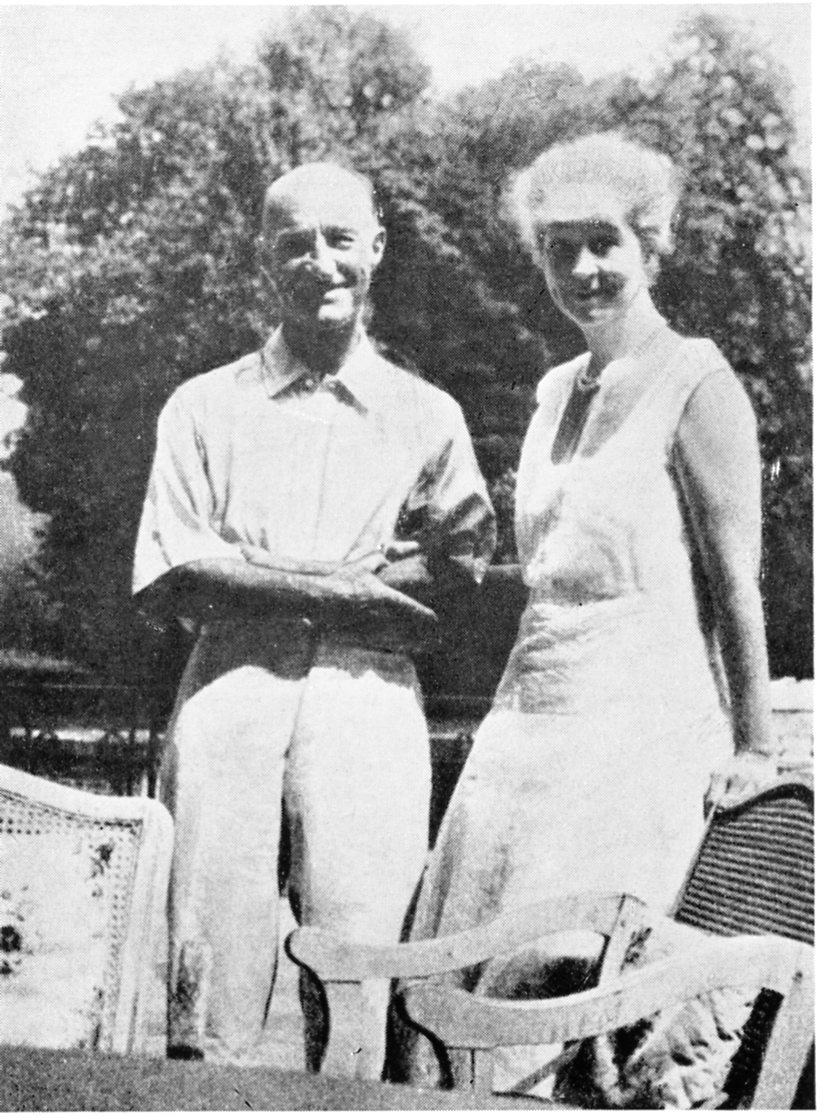
Жак и Консуэло в своём замке Сен-Жорж-Мотель в Нормандии (1930-1940).
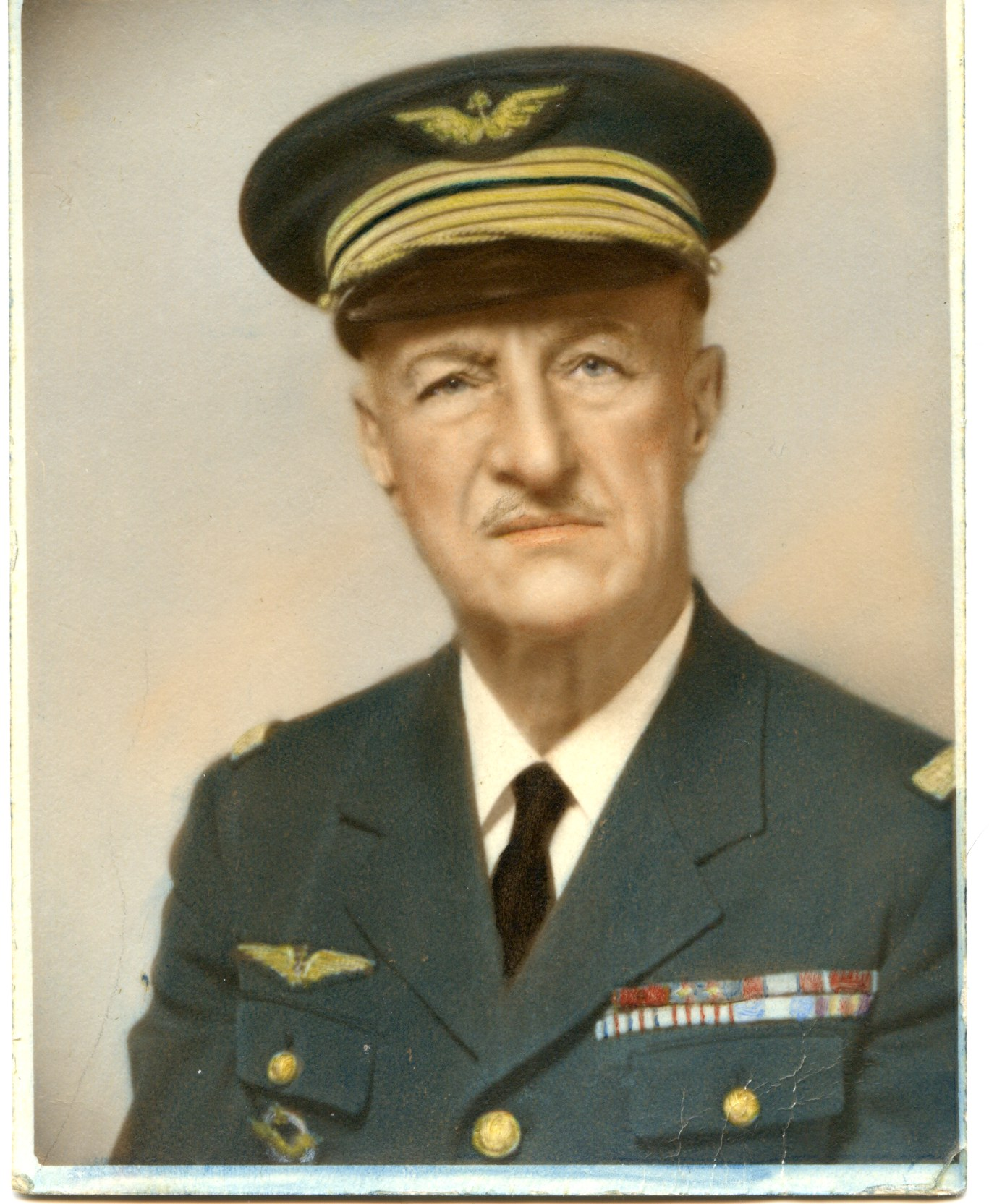
Жак Бальсан, полковник ВВС (декабрь 1939).